# Homaloxestis cholopis
Homaloxestis cholopis – gatunek motyli z rodziny Lecithoceridae i podrodziny Lecithocerinae.
Gatunek ten opisany został w 1906 roku przez Edwarda Meyricka jako Lecithocera cholopis. Do rodzaju Homaloxestis przeniesiony został w 1914 roku przez tego samego autora. Miejscem typowym jest Koni w Mjanmie.
Motyl o rozpiętości przednich skrzydeł od 14,5 do 16 mm. Głowa i tegule są ciemnobrązowe. Przednie bez białej przepaski wzdłuż krawędzi kostalnej i z bardziej niż u H. baibarensis spiczastym wierzchołkiem. Tylne skrzydła bardziej szarawe niż u wspomnianego gatunku. Łuski na grzbietowej stronie tylnych goleni niezmodyfikowane. Narządy rozrodcze samców o walwie z prawie prostym brzegiem kostalnym i dwoma wklęśnięciami na brzegu brzusznym, płytszymi niż u H. baibarensis. Edeagus przekracza długością walwę. Samica ma genitalia z krótkim i prawie kwadratowym antrum, wieloma stożkowatymi kolcami wewnątrz przewodu torebki kopulacyjnej i rombowatego kształtu znamieniem, opatrzonym środkowym rowkiem.
Owad znany z Chin, Tajwanu, Filipin, Jawy, Mjanmy, Nepalu, Indii oraz południowo-zachodniej Afryki.